# Vielka
Personnages
- Le comte Saldorf, général à la retraite (basse)
- Therese, sa nièce (soprano)
- Vielka, jeune bohémienne élevée par Saldorf (soprano)
- Conrad, jeune homme élevé par Saldorf (ténor)
- Le Duc
- Lieutenant Buddenbrogh, aide de camp du duc
- Le comte Aubitz, propriétaire d’un château près de la frontière
- Ferenz, commandant d’une troupe de cavaliers ennemis (basse)
- Xaver, son fils, serviteur du Comte Aubitz
- Hartmann, majordome du Comte Aubitz
- Un cavalier
- Un grenadier (basse)
- Un hussard (basse)
- Un artilleur (ténor)
- Le fantôme de Wanda, mère de Vielka

Airs
Reichst mir den Sternenkranz : air de la paix de Vielka au troisième acte

Vielka est le treizième opéra de Giacomo Meyerbeer. Le livret est une adaptation de son opéra précédent  Ein Feldlager in Schlesien par Ludwig Rellstab, avec des suggestions de Charlotte Birch-Pfeiffer. La création eut lieu au Theater an der Wien à  Vienne le 18 février 1847. 

## Argument
L’action se déroule dans le château du comte Saldorf au premier acte ; dans un campement militaire au deuxième acte et dans le jardin du château du comte Aubitz près de la frontière au troisième.

### Acte I
Une grande salle du château du comte Saldorf : au fond de la scène se trouvent une porte et une porte-fenêtre donnant sur un balcon ; deux portes sur la droite ; une porte et une fenêtre sur la gauche.

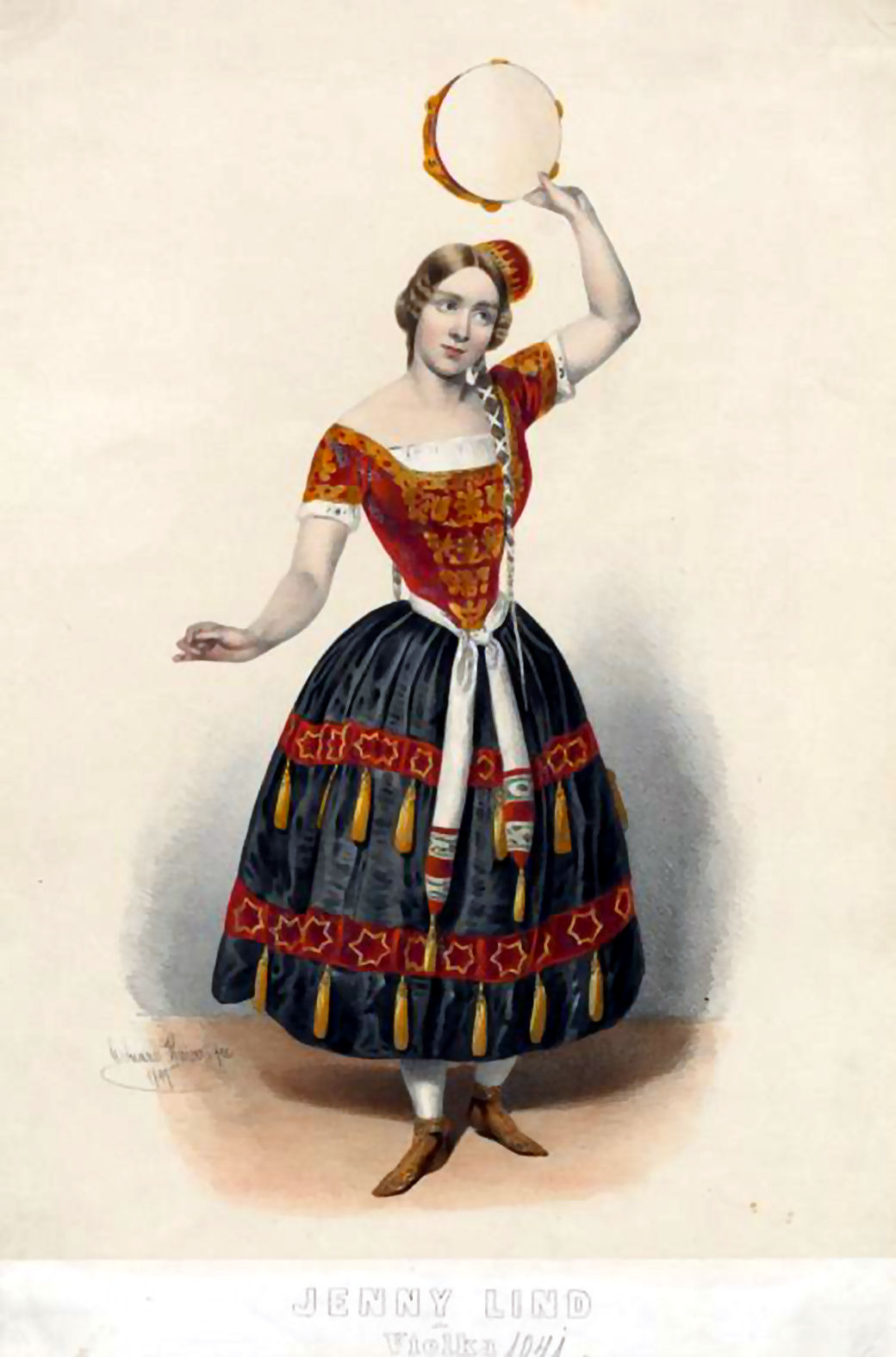
Jenny Lind dans le rôle de Vielka.

- No 1 : Introduction et chanson « Beim Schein der Abendröte » : le comte Saldorf, général à la retraite, prodigue ses derniers conseils à son fils adoptif Conrad. Celui-ci, bien que très peureux, a décidé de parcourir le monde avec sa flute pour seul bien. Thérèse, la nièce de Saldorf, et un groupe de jeunes paysannes offrent au jeune homme un ruban en cadeau d’adieu. La fiancée de Conrad, Vielka, une jeune bohémienne recueillie par Saldorf, fait également ses adieux au jeune homme. Après le départ de Conrad, Vielka, demeurée seule, lit la lettre qu’elle vient de recevoir de Léopold, le fiancé de Thérèse parti à la guerre, où il lui déclare son amour. La jeune bohémienne, bien qu’éprise de Léopold, est prête à se sacrifier pour ne pas briser le cœur de Thérèse et à se marier avec Conrad qu’elle n’aime pas.
- No 2 : Récitatif et romance « Schuldbeladen sink’ ich in Grabesnacht » : Pour se donner du courage, Vielka  se remémore les dernières paroles de sa mère Wanda la prévenant que le sacrifice de la jeune fille permettrait de laver ses propres fautes. Le comte Saldorf revient avec Thérèse et s’étonne que Vielka ait pu se fiancer avec Conrad. Sur ces entrefaites, ce dernier surgit à la surprise générale.
- No 3 : Aria « Durch Feld und Au, in sanften Träumen » : Conrad explique qu’à peine parti, il a rencontré un officier inconnu, poursuivi par des cavaliers ennemis. Ayant demandé assistance et protection au jeune homme, Conrad a décidé de ramener l’officier chez son père adoptif. Le comte Saldorf part à la rencontre de l’inconnu resté dans le jardin.
- No 4 : Duo « Ach, in kleiner Hütte » : Restés seuls, Conrad et Vielka évoquent leur vie commune future. À la demande du jeune homme, Vielka lui lit les lignes de la main. Elle prévient son fiancé qu’il risque être capturé et qu’il sera trahi par celle qu’il aime. Conrad, qui a toute confiance en Vielka, rejette ces mauvais présages. Thérèse arrive affolée et annonce que le château est cerné par une troupe ennemie.
- No 5 : Récitatif et ensemble : Après avoir congédié Conrad, le comte Saldorf révèle aux deux jeunes filles que l’officier inconnu ramené par Conrad n’est autre que le duc, leur suzerain. Le comte demande l’aide de Thérèse et Vielka pour empêcher que le duc ne soit capturé. Vielka ayant reconnu parmi les assaillants qui se pressent dans le jardin plusieurs bohémiens de sa connaissance propose de les accueillir avec des chansons et du vin afin d’endormir leur méfiance.
- No 6 : Scène et chœur des soldats « Herein ! herein ! » : Les soldats ennemis envahissent bientôt les lieux en escaladant le balcon situé en fond de scène, avec Ferenz à leur tête.
- No 7 : Récitatif et Ronde bohémienne « Es summt und schwirt und singt und klingt » : Alors que les soldats semblent vouloir piller le château du comte, Vielka les arrête en les menaçant d’une terrible malédiction. Par contre, s’ils acceptent de se comporter pacifiquement, ils seront accueillis par des chansons et des danses. Les assaillants, craignant les mauvais sorts, adoptent de meilleures dispositions. Leur chef, Ferenz, révèle que le fils du comte Saldorf, soldat dans l’armée du duc, a été arrêté et condamné à mort pour ne pas avoir respecté les ordres ; il promet au comte de lui rendre son fils en échange de la capture du duc. Ferenz voue une haine mortelle à l’égard de ce dernier après que son fils, Xaver, a été enrôlé de force dans ses armées. Ayant réussi à déserter, Xaver est rentré chez lui pour apprendre la mort de son épouse et de son enfant unique. Depuis, pourchassé par les hommes du duc comme déserteur, il occupe un poste de domestique dans le château du comte Aubitz qui demeure au-delà de la frontière du duché. Après s’être fait confirmer que Ferenz n’a jamais vu le duc, le comte Saldorf l’assure de son aide et demande un sauf-conduit que Ferenz lui accorde. Le comte Saldorf donne alors le sauf-conduit au duc (qu’il fait passer pour son fils aîné) bien que celui-ci l’avertisse que cela ne changera rien à la condamnation à mort de son fils. Le duc s’échappe alors au nez et à la barbe de ses poursuivants.
- No 8 : Finale : Saldorf décide de faire croire aux assaillants que Conrad est le duc. Conrad, qui n’a pas été prévenu de cette ruse, ne comprend pas très bien pourquoi son père adoptif et sa fiancée le traitent comme s’il était le duc ; il s’inquiète également de ce qui pourrait lui arriver s’il était capturé par Ferenz. Malheureusement, des soldats qui montaient la garde ont repéré le vrai duc en train de s’échapper et le ramènent au château du comte Saldorf. Sommé par Ferenz de prouver qu’il est bien flutiste comme il le prétend, le véritable duc interprète à la flute une mélodie qu’il est censé avoir composée. Il est immédiatement relâché, au grand soulagement de Saldorf, Thérèse et Vielka.

### Acte II
Un campement militaire de l’armée ducale.

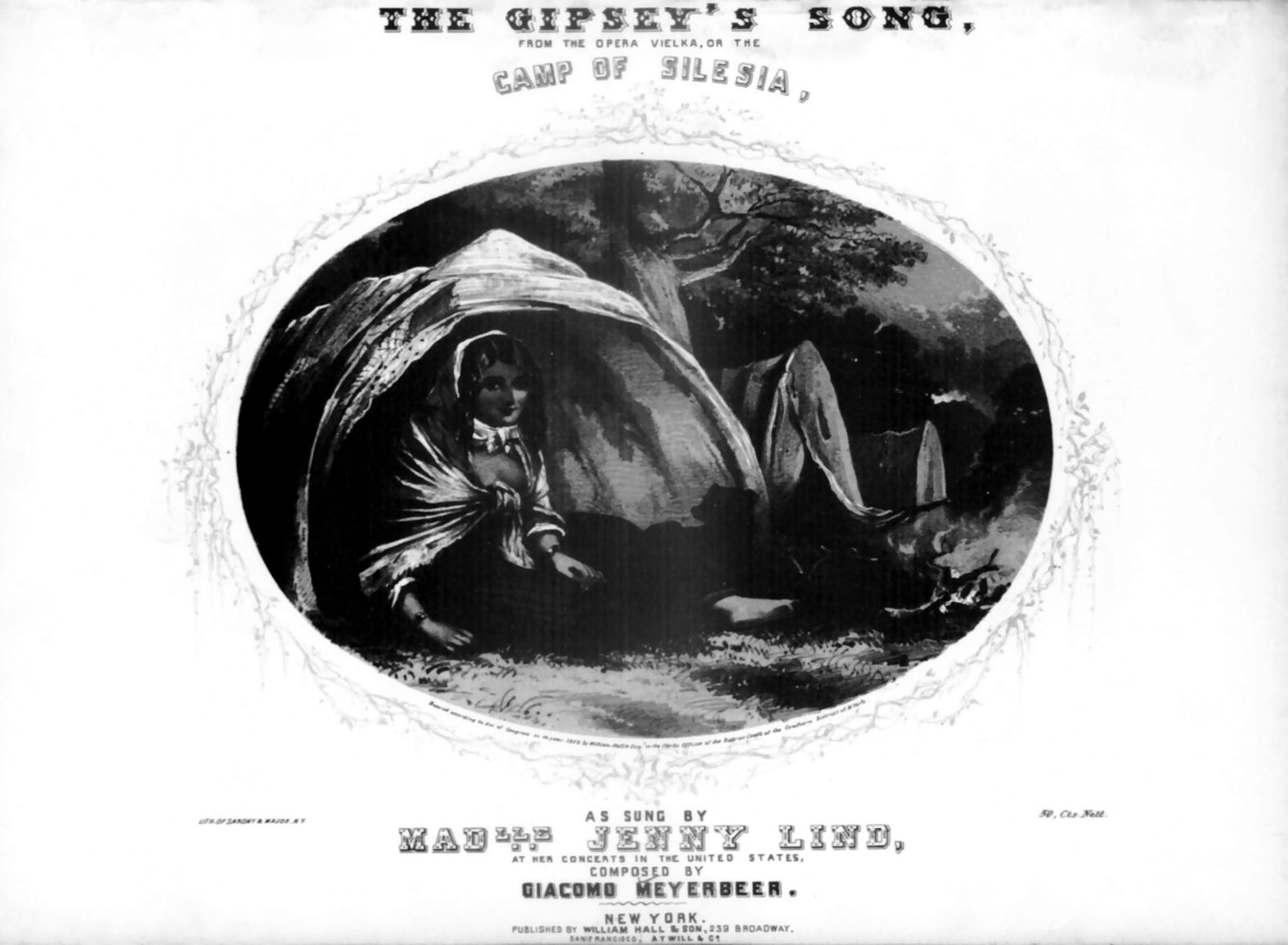
Couverture d’une partition d’un air de Vielka représentant Jenny Lind dans le rôle-titre à l’Acte II.

- No 9: Chanson des hussards « Rasch wie die Schwalbe schiesst und kreuzt » : Un hussard entonne l’hymne de sa compagnie.
- No 10: Chanson des grenadiers « Vor unsern Grenadieren » : Ne voulant pas être en reste, un grenadier enchaîne avec la chanson de son régiment.
- No 11: Trio « Wenn die Kanonen krachen » : Le hussard et le grenadier commencent à se disputer sur la prééminence de leur compagnie respective tandis qu’un artilleur tente de ramener le calme. La nouvelle de la capture du duc par les ennemis aidés par le comte Saldorf jette la consternation parmi tous les soldats.
- No 12: Chœur à quatre voix « Gefangen – habt Ihr’s gehört ? » : Dans une certaine confusion, les hussards, les dragons, les grenadiers et les artilleurs jurent de tout tenter pour libérer leur chef.
- No 13 : Chant guerrier « Soldatenherz schlägt voller Mut » : Tous se reprennent cependant peu à peu et crient vengeance à l’unisson.
- No 14: Finale : Ayant revêtu son uniforme de lieutenant, le comte Saldorf arrive au camp pour vérifier que le duc a réussi à s’échapper. Il est alors pris à partie par les soldats qui l’accusent d’avoir trahi et d’être le responsable de la capture de leur chef. Vielka et Thérèse prennent alors sa défense et indiquent que c’est grâce à lui que le duc a pu échapper à ses ennemis. Cette révélation met au comble la fureur des soldats qui répondent que le duc a été capturé et qu’ils vont exécuter séance tenante Saldorf. Un coup de canon retentit soudain. Un hussard annonce alors que le duc a effectivement pu s’échapper  grâce à Saldorf et qu’il va mener le combat contre les troupes ennemies. Les soldats demandent alors pardon à Saldorf qui leur demande de rallier leur chef et de remporter la victoire. Tous jurent alors devant Dieu qu’ils seront vainqueurs ou qu’ils mourront sur le champ de bataille.

### Acte III
Le jardin du château du comte Aubitz : au fond de la scène, trois fontaines magnifiques. À droite, quelques marches mènent à l’entrée du château surmontée d’un balcon. À gauche, une grotte artificielle décorée de statues, de coquillages et de plantes exotiques.

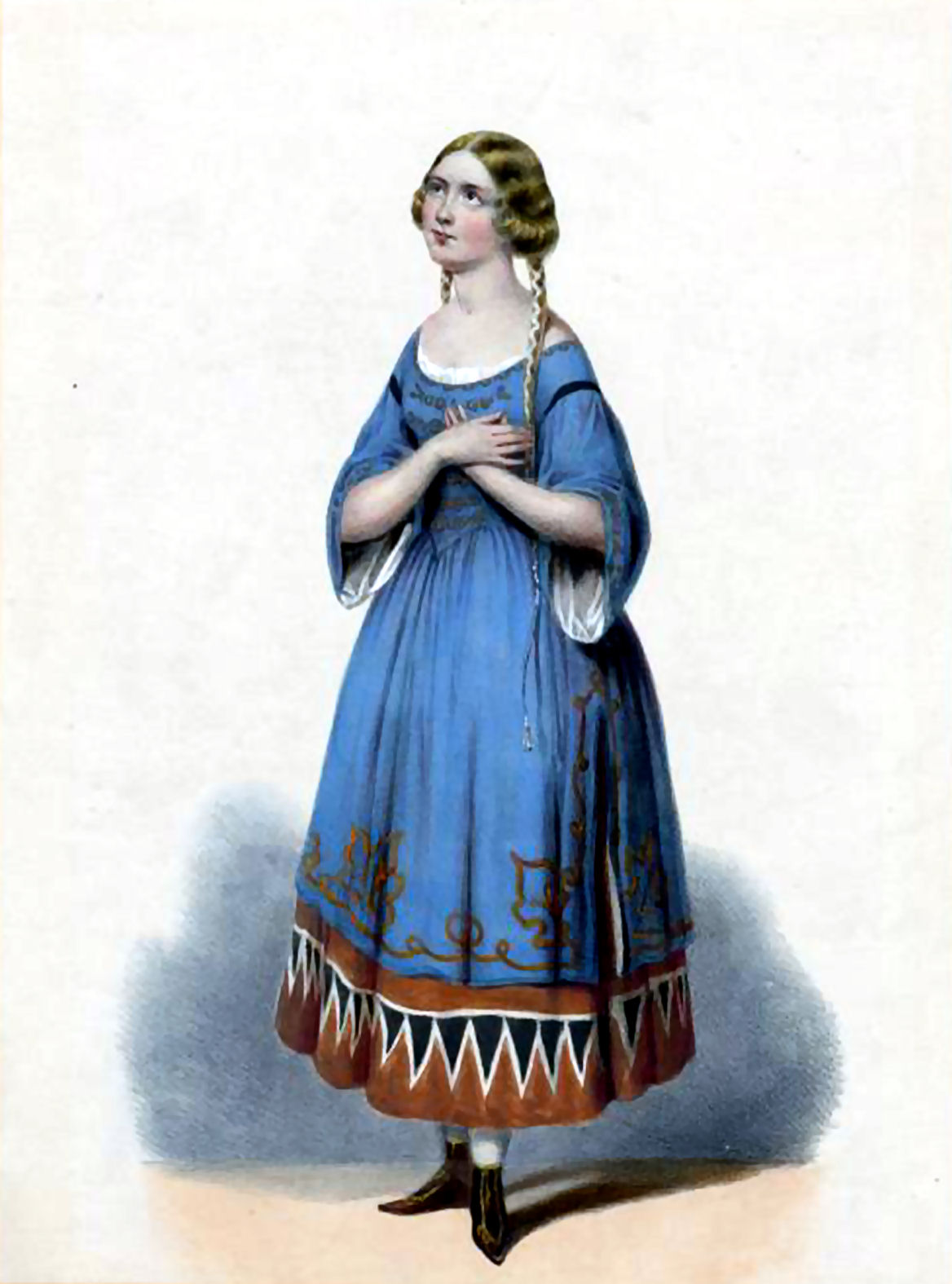
Jenny Lind dans le rôle de Vielka.

- No 15: Chœur et ballet « Wie die Gestalten voll Anmut schweben » : Après avoir assisté de son balcon à la répétition du ballet donné le soir même en l’honneur de son épouse, le comte Aubitz congédie l’ensemble des danseurs et rentre dans ses appartements. Xaver fait alors entrer, dans le jardin désert, son père, Ferenz, toujours furieux d’avoir été mystifié par Saldorf et d’avoir laissé échapper le duc. Xaver craint quant à lui que des soldats de l’armée ducale qui est désormais très proche ne le reconnaissent et ne l’arrêtent comme déserteur. Entendant du bruit, le père et le fils vont se cacher dans la grotte. Le duc et son aide de camp Buddenbrogh jouent aux espions afin de préparer une future invasion et se présentent comme des flutistes souhaitant se faire recruter dans l’orchestre du comte Aubitz. Ils rencontrent alors Conrad qui postule également à un poste de flutiste. Conrad reconnaît immédiatement le duc qui lui ordonne de ne pas le dénoncer. Tous entrent dans le château pour passer l’audition. Ferenz et Xaver sortent de leur cachette et Xaver, qui a également reconnu le duc, jure de se venger lui-même. Vielka et Thérèse sont elles à la recherche de Conrad et surprennent les derniers mots de Xaver. Vielka demande alors à Thérèse d’aller chercher Saldorf  afin de l’aider à convaincre le duc du danger qu’il court. Après le départ de Thérèse, Vielka retrouve Conrad et demande son aide pour attirer l’attention du duc. Ce dernier passe au même moment l’audition dans le château. Vielka encourage alors Conrad à jouer à son tour la même mélodie.
- No 16: Duo avec chœur « Glück bedeuten diese Töne » : Après s’être fait quelque peu prié, Conrad obtempère. Le comte Aubitz est charmé de ce duo de flutes improvisé et vient féliciter Conrad, suivi du duc. À l’insu du comte, ce dernier promet de réaliser le vœu le plus cher du jeune homme s’il quitte les lieux immédiatement. Vielka, quant à elle, essaie de prévenir le duc des dangers qu’il court mais ses avertissements sont complètement ignorés. Le duc, désormais recruté comme flutiste d’orchestre, accompagne le comte dans le château tandis que Thérèse revient par les jardins en annonçant l’arrivée prochaine de Saldorf.
- No 17: Trio « Den Herzog sprachest du ! » : Ne sachant quelle faveur demander au roi, Conrad revient auprès de Vielka pour lui demander conseil. Avec l’aide de Thérèse, celle-ci convainc alors le jeune homme de demander la grâce de Léopold, le fils de Saldorf et fiancé de Thérèse. Après avoir un peu hésité, Conrad accepte. Saldorf arrive sur ces entrefaites et révèle à Vielka qu’il est son véritable père et que Léopold est son demi-frère. Après s’être jetée dans les bras de son père, Vielka lui annonce qu’elle peut obtenir la grâce de Léopold auprès du duc, à la condition que ce dernier ne soit pas victime du complot qui se prépare contre lui. Saldorf et la jeune fille vont alors se cacher lorsqu’ils voient approcher Ferenz et son fils Xaver. Ce dernier veut empoisonner le verre de vin qui sera servi au duc. Tandis qu’on installe la table du comte Aubitz dans les jardins, Vielka guette le moindre geste de Xaver. Lorsqu’elle le voit tendre une coupe au duc, elle la brise. Furieux, Xaver tire un coup de pistolet sur le duc mais Vielka s’interpose et s’écroule mortellement blessée.
- No 18: Finale : Après avoir prédit un destin glorieux au duc, Vielka meurt dans les bras de son père qui a cependant la consolation d’apprendre que son fils Léopold est désormais gracié. Quant à Vielka, elle est accueillie dans l’autre monde par sa mère.

## Genèse

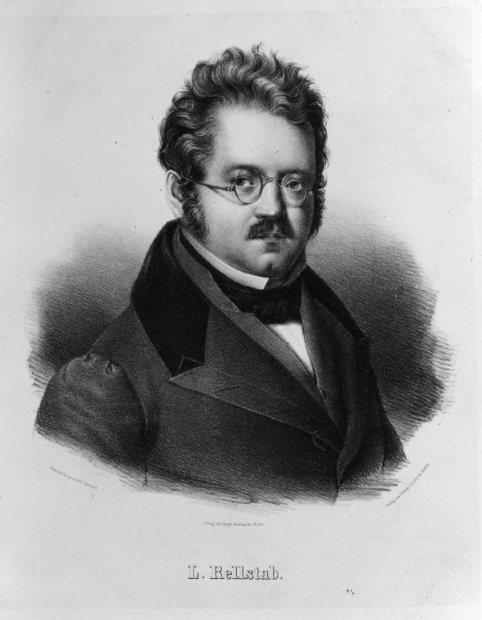
Ludwig Rellstab, auteur du livret de l’opéra.

Le succès remporté par Jenny Lind dans Ein Feldlager in Schlesien, l’opéra précédent de Meyerbeer créé à Berlin, incite Alois Pokorny, directeur du Theater an der Wien de Vienne, à vouloir présenter à son tour la vedette dans cet ouvrage. Comme l’atteste le journal du compositeur, Pokorny demande le 19 février 1846 à Meyerbeer l’autorisation de monter Ein Feldlager à Vienne avec Jenny Lind. Deux jours plus tard, Meyerbeer donne son accord.
Une révision de l’ouvrage s’impose cependant. En premier lieu, Ein Feldlager est une œuvre de circonstance censée glorifier la Prusse et ses souverains à l’occasion de l’inauguration de la nouvelle salle de l’Opéra royal de Berlin en 1844. Or, la Prusse est l’ennemie héréditaire de l’empire austro-hongrois et Ein Feldlager raconte justement comment Frédéric II a réussi à annexer la Silésie aux dépens de l’empire de la jeune Marie-Thérèse.
En outre, la très pieuse Jenny Lind éprouve quelques réticences à reprendre un rôle de bohémienne dotée de pouvoirs de divination. Il est donc nécessaire de déplacer l’action et de gommer autant que faire se peut les dons de voyance du rôle féminin principal.
Pour cette adaptation, Meyerbeer fait appel à Ludwig Rellstab, le librettiste « officiel » de Ein Feldlager bien qu’il ne se soit contenté que de traduire en allemand un livret français d’Eugène Scribe. Rellstab travaille au cours du printemps 1846 aux transformations demandées et envoie une première version du livret en juillet-août. Fin novembre 1846, Meyerbeer trie avec Burguis, le secrétaire de sa mère Amalie, les innombrables bouts de papier contenant les modifications et créé une nouvelle partition. Plusieurs retouches seront faites par la suite et le livret définitif n’est envoyé à Vienne que le premier décembre 1846. L’actrice et femme de lettres allemande Charlotte Birch-Pfeiffer apporte également son aide à Meyerbeer à ce stade et propose quelques suggestions qui seront reprises dans le livret final.
Sur le plan musical, Meyerbeer reprend un chœur qui avait été composé pour Les Huguenots mais qui n’avait pas été utilisé et le place au début du troisième acte. Il compose également  de nouveaux récitatifs pour Jenny Lind, deux romances pour le baryton vedette Joseph Staudigl (au premier et au troisième acte), un nouveau ballet pour le deuxième acte, un entracte avant le dernier acte et un nouveau finale (avec un chœur d’introduction, la mort de Vielka et un chœur d’anges accompagnant l’accueil de Vielka par sa mère défunte dans le monde des morts).
Le 24 janvier 1847, Meyerbeer met un point final à la révision de l’opéra.

## Création

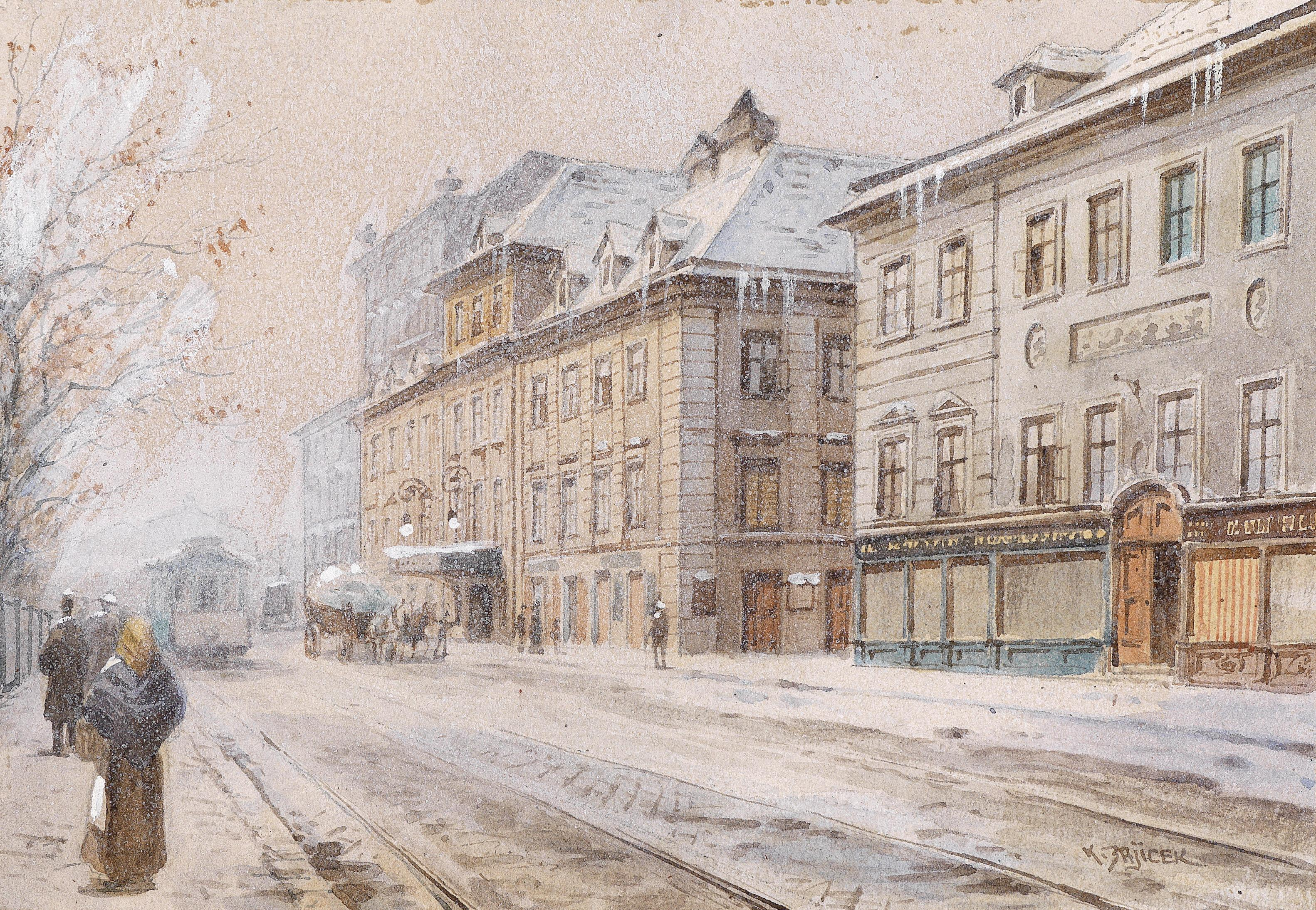
Le Theater an der Wien en hiver, aquarelle de Karl Wenzer Zajicek.

La soirée d’ouverture du 18 février 1847 est un nouveau triomphe pour le compositeur et Jenny Lind. La salle est comble et les places se sont arrachées au marché noir. Meyerbeer dirige la représentation et est rappelé par le public deux fois après le premier acte, quatre fois après le deuxième et quatre fois à nouveau après le dernier. Le 8 mars, une représentation spéciale, à nouveau dirigée par Meyerbeer, est donnée en présence du jeune archiduc François-Joseph, futur empereur.
En tout, treize représentations de l’œuvre sont données jusqu’au 24 mars 1847, et on compte une représentation supplémentaire le 27 avril 1848. Par la suite, l’ouvrage ne sera plus jamais donné, Meyerbeer n’ayant pas autorisé de nouvelles productions. Selon R.I. Letellier, le refus du compositeur tiendrait aux origines par trop « militaro-prussiennes » du livret et à sa réticence à faire interpréter par d’autres cantatrices un rôle composé exclusivement pour Jenny Lind. Il faut noter cependant que Meyerbeer réutilisera la musique composée pour Vielka dans l’opéra-comique L’Étoile du Nord qui sera créé en 1854 à Paris.
Un arrangement pour piano de l’ouverture et des airs les plus célèbres de l’opéra a été composé par Anton Diabelli et publié à Vienne en 1848.

## Interprètes de la création

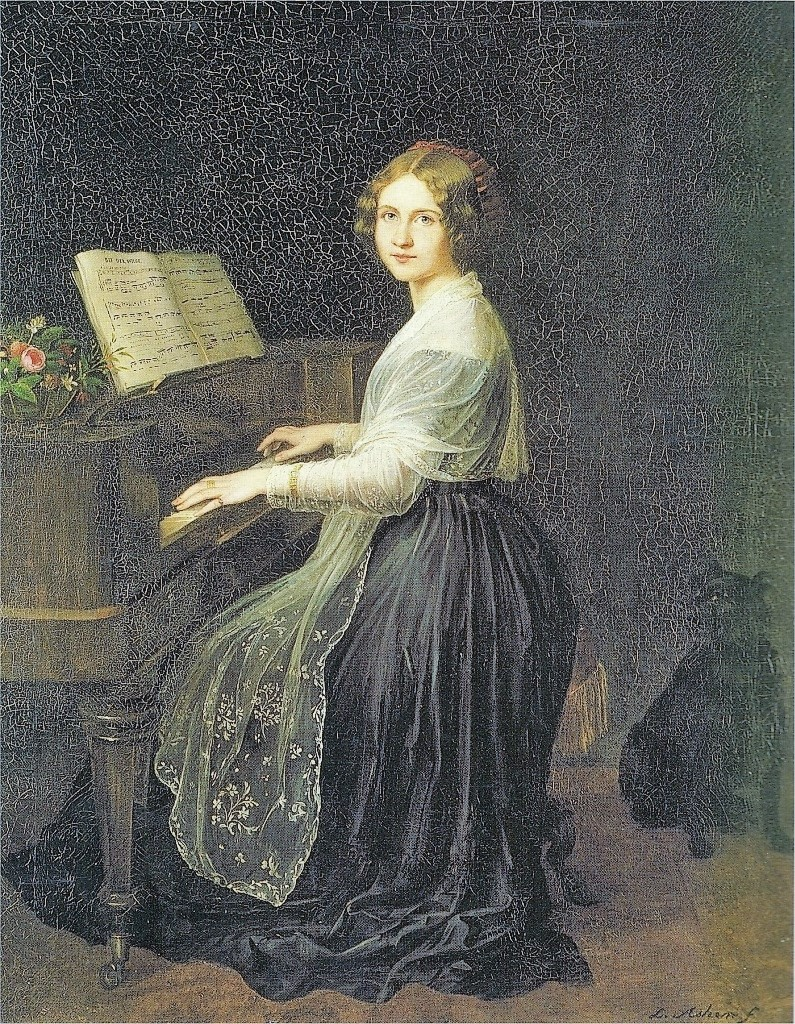
Jenny Lind en 1845.

| Rôle                   | Tessiture | Distribution de la création, 1847 (Chef d’orchestre : Giacomo Meyerbeer) |
| ---------------------- | --------- | ------------------------------------------------------------------------ |
| Le Comte Saldorf       | baryton   | Joseph Staudigl                                                          |
| Therese                | soprano   | Mlle Bergauer                                                            |
| Vielka                 | soprano   | Jenny Lind                                                               |
| Conrad                 | ténor     | M. Ditt                                                                  |
| Le Duc                 | acteur    | Eduard Jerrmann                                                          |
| Lieutenant Buddenbrogh | acteur    | M. Biel                                                                  |
| Le Comte Aubitz        | basse     | M. Starke                                                                |
| Ferenz                 | basse     | M. Radl                                                                  |
| Xaver                  | basse     | M. Nolte                                                                 |
| Hartmann               | basse     | M. Verstl                                                                |

## Analyse
Comme le remarque R.I. Letellier, la volonté de cacher les origines prussiennes du texte original de Ein Feldlager a conduit à alourdir un livret qui a perdu une grande partie de son charme.
Le remplacement du roi Frédéric II par un duc anonyme et non localisé géographiquement rend l’intrigue à la fois très artificielle et désincarnée, privant d’enjeu réel tous les événements se déroulant sous les yeux des spectateurs. De même, l’utilisation des talents bien connus de flutiste de Frédéric II dans Ein Feldlager est ici transposée de façon assez maladroite.
De nombreux personnages ont été ajoutés (un aide de camp pour le duc, le comte Aubitz, un fils pour le « méchant » de l’histoire) mais ces derniers n’apparaissent qu’au troisième acte ce qui fait apparaître encore plus visible la couture entre les deux premiers actes (assez peu modifiés par rapport à Ein Feldlager) et le troisième acte, qui devient assez difficilement compréhensible et accumule les invraisemblances : le duc espionne lui-même les ennemis et semble surtout préoccupé de jouer de la flute ; Conrad, Vielka, Thérèse puis Saldorf se retrouvent tous dans le château du comte Aubitz sans véritable raison ; les « méchants » Ferenz et Xaver déploient beaucoup d’efforts pour tuer le duc alors qu’il leur suffirait de le dénoncer pour que ce dernier soit capturé, etc.
Des éléments mélodramatiques sont également ajoutés et viennent alourdir l’intrigue : une rivalité amoureuse est créée entre Thérèse et Vielka qui aiment toutes les deux le même homme ; Vielka apprend au dernier acte qu’elle est la fille illégitime de Saldorf. Cependant, ces éléments ne sont pas réellement exploités en tant que tels si ce n’est pour mettre en évidence la volonté sacrificielle permanente de Vielka que vient couronner la fin tragique de l’œuvre. Au total, le personnage de la jeune bohémienne perd beaucoup de son charme par rapport à la version originale de Ein Feldlager. Pour sauver sa musique, Meyerbeer ne verra pas d’autre issue que de faire réviser entièrement le livret, ce qui sera fait quelques années plus tard avec la composition de L’Étoile du Nord créé à Paris en 1854.